# 2081
Rok 2081 (MMLXXXI) gregoriánského kalendáře začne ve středu 1. ledna a skončí ve středu 31. prosince.

## Předpokládané a naplánované události
- 1. května – 150. výročí dokončení stavby Empire State Building
- 1. srpna – 100. výročí vzniku televizní stanice MTV